# 제주시장
제주시장은 제주특별자치도에 소속된 행정시인 제주시의 시장이다. 1955년에 제주시가 북제주군에서 분리되어 신설된 이후에 대한민국 정부에서 임명하는 관선제였다가 1995년에 실시된 제1회 전국동시지방선거를 계기로 제주시 주민이 직접 선출하는 민선제로 바뀌었다. 2006년에 제주특별자치도의 출범과 함께 제주시와 북제주군이 통합되면서 제주특별자치도지사가 임명하는 관선제로 바뀌었다.

## 역대 제주시장

### 제주특별자치도 출범 및 통합 이전
| 선출 방식                     | 대수 | 이름   | 임기                             |
| ----------------------------- | ---- | ------ | -------------------------------- |
| 관선(대한민국 정부에서 임명)  | 1대  | 최수진 | 1955년 9월 1일~1959년 8월 24일   |
| 관선(대한민국 정부에서 임명)  | 2대  | 고정협 | 1959년 9월 3일~1960년 5월 16일   |
| 관선(대한민국 정부에서 임명)  | 3대  | 김차봉 | 1960년 6월 1일~1960년 12월 5일   |
| 관선(대한민국 정부에서 임명)  | 4대  | 김차봉 | 1961년 1월 4일~1961년 6월 19일   |
| 관선(대한민국 정부에서 임명)  | 5대  | 김인호 | 1961년 8월 3일~1962년 3월 1일    |
| 관선(대한민국 정부에서 임명)  | 6대  | 김인지 | 1962년 3월 13일~1964년 7월 14일  |
| 관선(대한민국 정부에서 임명)  | 7대  | 홍순하 | 1964년 7월 20일~1968년 9월 20일  |
| 관선(대한민국 정부에서 임명)  | 8대  | 김한준 | 1968년 9월 21일~1971년 8월 16일  |
| 관선(대한민국 정부에서 임명)  | 9대  | 김태진 | 1971년 8월 18일~1975년 9월 2일   |
| 관선(대한민국 정부에서 임명)  | 10대 | 강경주 | 1975년 9월 3일~1980년 6월 9일    |
| 관선(대한민국 정부에서 임명)  | 11대 | 이군보 | 1980년 6월 10일~1983년 12월 26일 |
| 관선(대한민국 정부에서 임명)  | 12대 | 김주봉 | 1983년 12월 27일~1985년 7월 7일  |
| 관선(대한민국 정부에서 임명)  | 13대 | 전창수 | 1985년 7월 8일~1986년 3월 7일    |
| 관선(대한민국 정부에서 임명)  | 14대 | 김병량 | 1986년 3월 8일~1986년 6월 4일    |
| 관선(대한민국 정부에서 임명)  | 15대 | 김창진 | 1986년 6월 9일~1988년 8월 22일   |
| 관선(대한민국 정부에서 임명)  | 16대 | 전창수 | 1988년 8월 23일~1991년 5월 6일   |
| 관선(대한민국 정부에서 임명)  | 17대 | 김태환 | 1991년 5월 7일~1994년 12월 31일  |
| 관선(대한민국 정부에서 임명)  | 18대 | 유봉영 | 1995년 1월 1일~1995년 6월 30일   |
| 민선(제주시 주민이 직접 선출) | 19대 | 고민수 | 1995년 7월 1일~1998년 6월 30일   |
| 민선(제주시 주민이 직접 선출) | 20대 | 김태환 | 1998년 7월 1일~2002년 6월 30일   |
| 민선(제주시 주민이 직접 선출) | 21대 | 김태환 | 2002년 7월 1일~2004년 5월 6일    |
| 민선(제주시 주민이 직접 선출) | 22대 | 김영훈 | 2004년 6월 6일~2006년 5월 15일   |

### 제주특별자치도 출범 및 통합 이후
| 선출 방식                       | 대수     | 이름   | 임기                             |
| ------------------------------- | -------- | ------ | -------------------------------- |
| 관선(제주특별자치도지사가 임명) | 1대      | 김영훈 | 2006년 7월 1일~2008년 6월 30일   |
| 관선(제주특별자치도지사가 임명) | 2대      | 강택상 | 2008년 7월 1일~2010년 3월 2일    |
| 관선(제주특별자치도지사가 임명) | 3대      | 김방훈 | 2010년 3월 17일~2010년 6월 30일  |
| 관선(제주특별자치도지사가 임명) | 4대      | 김병립 | 2010년 7월 1일~2011년 12월 29일  |
| 관선(제주특별자치도지사가 임명) | 5대      | 김상오 | 2011년 12월 30일~2014년 6월 30일 |
| 관선(제주특별자치도지사가 임명) | 6대      | 이지훈 | 2014년 7월 8일~2014년 8월 18일   |
| 관선(제주특별자치도지사가 임명) | 7대      | 김병립 | 2014년 12월 18일~2016년 6월 30일 |
| 관선(제주특별자치도지사가 임명) | 8대      | 고경실 | 2016년 7월 1일~2018년 6월 30일   |
| 관선(제주특별자치도지사가 임명) | 9대      | 고희범 | 2018년 8월 21일~2020년 6월 30일  |
| 관선(제주특별자치도지사가 임명) | 10대     | 안동우 | 2020년 7월 1일~2022년 6월 30일   |
| 관선(제주특별자치도지사가 임명) | 직무대리 | 이상헌 | 2022년 7월 1일~2022년 8월 23일   |
| 관선(제주특별자치도지사가 임명) | 11대     | 강병삼 | 2022년 8월 23일~2024년 6월 30일  |
| 관선(제주특별자치도지사가 임명) | 12대     | 김완근 | 2024년 7월 1일~                  |

## 같이 보기
- 제주시장 선거
- 북제주군수